# Serie 435.500

## Serie 435.500 de Renfe
La Serie 435.500 de Renfe era la numeración UIC que RENFE asignó a la serie de automotores eléctricos de 8 unidades (1500 V cc, 750 kW) construidas por la Sociedad Española de Construcción Naval y Metropolitan Wickers en 1932 para los "Ferrocarriles de Bilbao a Portugalete y Triano" (BPT) para dar servicio a la línea suburbana de la Margen izquierda del Nervion, de ahí su apodo de "Sardinilla". Esta línea formaba y forma, parte de un complejo ferrocarril que con orígenes mineros e industriales en la densa zona industrial vizcaína de la Margen Izquierda, finalmente se convirtió en la importante arteria actual de transporte de viajeros en las poblaciones del entorno de Bilbao. La historia y las curiosas características del material móvil usado por este ferrocarril hasta fechas relativamente recientes son parte de sus grandes peculiaridades. Estos automotores fueron matriculados a su recepción por BPT formando la serie "ACM 1 a 8" y RENFE en 1948 les asignó los 501 a 508, y ya en 1971, dentro de la adopción del código UIC les asignó la serie 435.500. A pesar de llevar una numeración que indicaría que eran subseries de la Serie 435 de Renfe,  ambas no tienen nada que ver entre ellas. Únicamente se conserva de esta serie el 507 en malas condiciones en Camarma de Esteruelas.

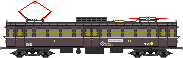
Unidad ACM 1 a 8 de B.P.T. en colores originales marrón y amarillo.

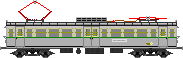
Unidad 500 de RENFE con colores plateado y verde.